# Charles Hermite
Charles Hermite   (Dieuze, 24 de desembre de 1822 - París, 14 de gener de 1901) va ser un matemàtic francès. Va ser professor a l'Escola Politècnica de París i membre de l'Acadèmia de les Ciències Francesa. Va fer treballs especialment sobre funcions el·líptiques i teoria de nombres. Va ser el primer a demostrar que e és un nombre transcendent. Va ser professor, entre d'altres d'Henri Poincaré.

## Biografia
Hermite va néixer a Dieuze, Moselle, el 24 de desembre de 1822, amb una deformitat al peu dret que li perjudicaria la marxa al llarg de la seva vida. Va ser el sisè dels set fills de Ferdinand Hermite i la seva dona, Madeleine de soltera Lallemand. Ferdinand va treballar en el negoci de cortines de la família de Madeleine alhora que va fer una carrera com a artista. El negoci de cortines es va traslladar a Nancy el 1828, i la família també.

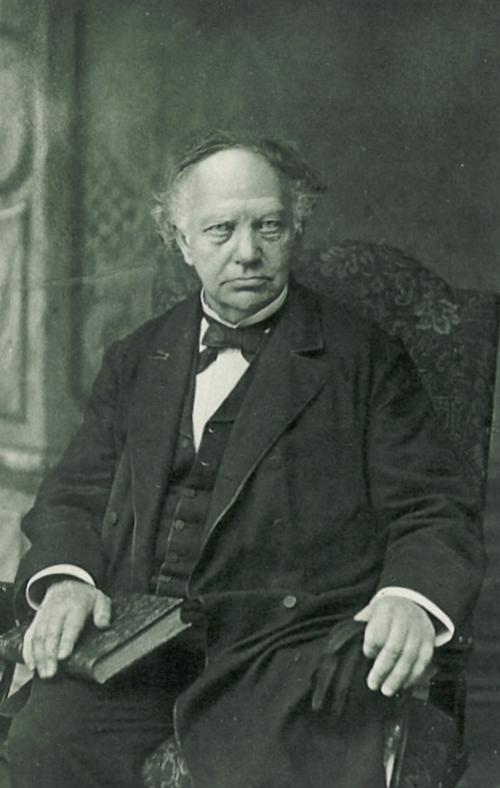
Charles Hermite cap al 1887

Hermite va obtenir els seus estudis secundaris al Collège de Nancy i després, a París, al Collège Henri IV i al Lycée Louis-le-Grand. Va llegir alguns dels escrits de Joseph-Louis Lagrange sobre la solució d'equacions numèriques i les publicacions de Carl Friedrich Gauss sobre la teoria dels nombres.
Hermite volia cursar els seus estudis superiors a l'École Polytechnique, una acadèmia militar coneguda per l'excel·lència en matemàtiques, ciència i enginyeria. Tutorat pel matemàtic Eugène Charles Catalan, Hermite va dedicar un any a preparar-se per a l’examen d'accés notòriament difícil. L'any 1842 va ser admès a l'escola. No obstant això, després d'un any l'escola no va permetre que Hermite continués els seus estudis allà a causa del seu peu deformat. Va lluitar per recuperar el seu ingrés a l'escola, però l'administració va imposar condicions estrictes. Hermite no va acceptar això i va deixar l'École Polytechnique sense graduar-se.
El 1842, Nouvelles Annales de Mathématiques va publicar la primera contribució original d'Hermite a les matemàtiques, una simple prova de la proposició de Niels Abel sobre la impossibilitat d'una solució algebraica a les equacions de cinquè grau.
Una correspondència amb Carl Jacobi, iniciada l'any 1843 i continuada l'any següent, va donar lloc a la inserció, en l'edició completa de les obres de Jacobi, de dos articles d'Hermite, un sobre l'extensió a les funcions abelianes d'un dels teoremes d'Abel sobre funcions el·líptiques, i l'altre sobre la transformació de funcions el·líptiques.
Després de passar cinc anys treballant en privat per obtenir el seu títol, en què es va fer amic dels eminents matemàtics Joseph Bertrand, Carl Gustav Jacobi i Joseph Liouville, va presentar i aprovar els exàmens per al batxillerat, que li van concedir el 1847. Es va casar amb la germana de Joseph Bertrand, Louise Bertrand, el 1848.
El 1848, Hermite va tornar a l'École Polytechnique com a repetidor i examinateur d'admission. El juliol de 1848, va ser elegit membre de l'Acadèmia Francesa de les Ciències. El 1856 va contreure la verola. A través de la influència d’Augustin-Louis Cauchy i d'una monja que el va alletar, va reprendre la pràctica de la seva fe catòlica. De 1862 a 1873 va ser professor a l'École Normale Supérieure. El 1869, va succeir a Jean-Marie Duhamel com a professor de matemàtiques, tant a l'École Polytechnique, on va romandre fins al 1876, com a la Universitat de París, on va romandre fins a la seva mort. En el seu 70è aniversari, va ser ascendit a gran oficial de la Legió d'Honor francesa.
Hermite va morir a París el 14 de gener de 1901, als 78 anys.

## Contribució a les matemàtiques
Hermite, un mestre inspirador, es va esforçar per cultivar l'admiració per la bellesa senzilla i desanimar les minuciositats rigoroses. La seva correspondència amb Thomas Stieltjes testimonia la gran ajuda que va donar a aquells que van començar la vida científica. Els seus cursos de conferències publicats han exercit una gran influència. Les seves importants contribucions originals a la matemàtica pura, publicades a les principals revistes matemàtiques del món, tractaven principalment de les funcions abelianes i el·líptiques i de la teoria dels nombres.
El 1858, Hermite va demostrar que les equacions de cinquè grau es podien resoldre mitjançant funcions el·líptiques. El 1873, va demostrar que e, la base del sistema natural de logaritmes, és transcendental. Tècniques similars a les utilitzades en la prova d'Hermite de la transcendència  van ser utilitzades per Ferdinand von Lindemann el 1882 per demostrar que π és transcendental.
| «                                                    | Mentre parla, M. Bertrand està sempre en moviment; ara sembla en combat amb algun enemic exterior, ara dibuixa amb un gest de la mà les figures que estudia. És clar que veu i té ganes de pintar, per això crida el gest en la seva ajuda. Amb M. Hermite, és tot el contrari, els seus ulls semblen defugir el contacte amb el món; no és fora, és dins ell busca la visió de la veritat. | » |
| — Henri Poincaré, INTUITION and LOGIC in Mathematics | |   |

## Llegat
A més de les propietats matemàtiques anomenades en el seu honor, el cràter Hermite prop del pol nord de la Lluna rep el nom d'Hermite.

## Publicacions
- "Sur quelques applications des fonctions elliptiques", Paris, 1855; Page images de Cornell.
- "Cours d'Analyse de l'École Polytechnique. Première Partie", Paris: Gauthier–Villars, 1873.
- "Cours professé à la Faculté des Sciences", editat per Andoyer, 4a ed., Paris, 1891; Page images de Cornell.
- "Correspondance", editat per Baillaud and Bourget, Paris, 1905, 2 vols.; PDF copy de UMDL.
- "Œuvres de Charles Hermite", editat per Picard for the Academy of Sciences, 4 vols., Paris: Gauthier–Villars, 1905,[5] 1908,[6] 1912[7] and 1917; PDF copy de UMDL.
- "Œuvres de Charles Hermite", de Cambridge University Press, 2009; ISBN 978-1-108-00328-5.